# Amphoe Sungai Golok
Amphoe Sungai Golok is een district in de provincie Narathiwat in het zuiden van Thailand het district ligt aan de grens met Maleisië en de hoofdstad van het district is de gelijknamige plaats Sungai Golok.
Amphoe Sungai Golok is ingedeeld in vier gemeenten (tambon):
| No. | Naam          | Naam (Thai) | Dorpen | Inwoners |  |
| --- | ------------- | ----------- | ------ | -------- |  |
| 1.  | Su-ngai Kolok | สุไหงโก-ลก   | 1      | 38.756   |  |
| 2.  | Pa Se Matsa   | ปาเสมัส      | 7      | 16.765   |  |
| 3.  | Mu No         | มูโนะ        | 5      | 8.553    |  |
| 4.  | Pu Yo         | ปูโยะ        | 6      | 5.683    |  |